# Kevin Tighe
Jon Kevin Fishburn (Los Ángeles, California; 13 de agosto de 1944), conocido como Kevin Tighe, es un actor estadounidense con una vasta trayectoria en cine, teatro y televisión desde la década de 1960.

## Carrera
Tighe inició su carrera como extra en la película de 1967 El graduado. Luego de firmar contratos con Paramount y Universal, la carrera de Tighe despegó al ser seleccionado para interpretar a Roy DeSoto en la serie de NBC Emergency!. Más adelante registró apariciones en series de televisión como Ellery Queen, Cos, Nancy Drew Mysteries y The Six Million Dollar Man. Probablemente su papel de televisión más recordado sea el de Anthony Cooper, padre de John Locke, en Lost.
Sus créditos en cine incluyen producciones como Road House, City of Hope, What's Eating Gilbert Grape y Jade.
Tighe también ha participado además en producciones teatrales como A Reckoning, Mourning Becomes Electra, Anna Christie, Other Desert Cities y Curse of the Starving Class.

## Filmografía

### Cine
| Año  | Título                                            |
| ---- | ------------------------------------------------- |
| 1967 | Narcotics: Pit of Despair                         |
| 1968 | Yours, Mine, and Ours                             |
| 1987 | Matewan                                           |
| 1988 | Eight Men Out                                     |
| 1989 | Road House                                        |
| 1989 | Lost Angels                                       |
| 1989 | K-9                                               |
| 1990 | Another 48 Hrs.                                   |
| 1990 | Bright Angel                                      |
| 1991 | City of Hope                                      |
| 1991 | Newsies                                           |
| 1992 | School Ties                                       |
| 1993 | I Love a Man in Uniform                           |
| 1993 | What's Eating Gilbert Grape                       |
| 1993 | Geronimo: An American Legend                      |
| 1994 | Men of War                                        |
| 1994 | Double Cross                                      |
| 1995 | The Ticket                                        |
| 1995 | Jade                                              |
| 1996 | Race the Sun                                      |
| 1996 | Scorpion Spring                                   |
| 1999 | The Wetonkawa Flash                               |
| 1999 | Mumford                                           |
| 2001 | The Big Day                                       |
| 2003 | Fast Food High                                    |
| 2003 | The Tulse Luper Suitcases: Antwerp                |
| 2003 | The Tulse Luper Suitcases, Part 1: The Moab Story |
| 2005 | Hello                                             |
| 2005 | The Deal                                          |
| 2005 | Today You Die                                     |
| 2005 | A Life in Suitcases                               |
| 2009 | My Bloody Valentine                               |
| 2014 | I Am I                                            |

### Documental
| Año  | Título                                                     | Personaje |
| ---- | ---------------------------------------------------------- | --------- |
| 2012 | The Mountain Runners                                       | Narrador  |
| 2013 | America on Stage                                           | Él mismo  |
| 2013 | Independent Lens Presents "Playwright: From Page to Stage" |           |

### Televisión
| Año  | Título                                        | Notas                                                       |
| ---- | --------------------------------------------- | ----------------------------------------------------------- |
| 1972 | The Wedsworth-Townsend Act                    | Episodio piloto más seis películas de televisión de 2 horas |
| 1972 | The Wedsworth-Townsend Act                    | The Steel Inferno (7 de enero de 1978)                      |
| 1972 | The Wedsworth-Townsend Act                    | Survival on Charter #220 (28 de marzo de 1978)              |
| 1972 | The Wedsworth-Townsend Act                    | Most Deadly Passage (4 de abril de 1978)                    |
| 1972 | The Wedsworth-Townsend Act                    | Greatest Rescues of Emergency (31 de diciembre de 1978)     |
| 1972 | The Wedsworth-Townsend Act                    | What's a Nice Girl Like You Doing (26 de junio de 1979)     |
| 1972 | The Wedsworth-Townsend Act                    | The Convention (3 de julio de 1979)                         |
| 1979 | The Rebels                                    | Película de televisión                                      |
| 1990 | Perry Mason: The Case of the Defiant Daughter | Película de televisión                                      |
| 1991 | Face of a Stranger                            | Película de televisión                                      |
| 1992 | Yesterday Today                               | Película de televisión                                      |
| 1993 | Better Off Dead                               | Película de televisión                                      |
| 1993 | Caught in the Act                             | Película de televisión                                      |
| 1994 | Betrayal of Trust                             | Película de televisión                                      |
| 1995 | Escape to Witch Mountain                      | Película de televisión                                      |
| 1995 | The Avenging Angel                            | Película de televisión                                      |
| 1996 | In Cold Blood                                 | Película de televisión                                      |
| 1997 | The 119                                       | Película de televisión                                      |
| 1998 | Winchell                                      | Película de televisión                                      |
| 1999 | Darwin Conspiracy                             | Película de televisión                                      |
| 2000 | The Sight                                     | Película de televisión                                      |
| 2002 | Rose Red                                      | Miniserie                                                   |

- Adam-12
- Battle of the Network Stars
- Bonanza
- CBS Library
- CBS Summer Playhouse
- Chicago Hope
- Common Law
- Complications
- Cos
- Dinah!
- Emergency!
- Emergency +4
- Ellery Queen
- ER
- Everwood
- Family Law
- Freaks and Geeks
- Go!
- Good Morning America
- The Nancy Drew/Hardy Boys Mysteries
- Hollywood Squares
- Law and Order: Criminal Intent
- Law and Order: SVU
- Leverage
- Lie to Me
- Lost
- Love Boat
- Murder One
- Murder She Wrote
- Nancy Drew
- Numb3rs
- Rich Little Show
- Salem
- Sierra
- The Six Million Dollar Man
- Starship Rescue
- Star Trek: Voyager
- Strange World
- Tales from the Crypt
- The 4400
- The Outer Limits
- The Single Guy
- The West Wing
- Trauma
- Under Suspicion